# Bernat Vila
Bernat Vila fou un matemàtic barceloní del segle xvi.
No es coneix res del cert de la seva vida. Només se'n conserva un exemplar a la Biblioteca de Catalunya del seu llibre Reglas brevs de arithmetica: ab la theorica y art pera inventarlas y trobarlas axi pera les monedas de Cathalunya com altres reglas de diuerses condicions publicat el 1596 a Barcelona, a la impremta de Jaume Cendrat. Segons sembla el llibre es va reeditar el 1612. Aquest text, d'estimable valor pedagògic, reflecteix de forma clara l'activitat mercantil de la ciutat i és una important font per conèixer els sistemes monetaris dels països mediterranis: Castella, Sardenya, Perpinyà, Nàpols, etc. i és un dels pocs llibres científics escrit en català de la segona meitat del segle xvi.